# 瘞鶴銘

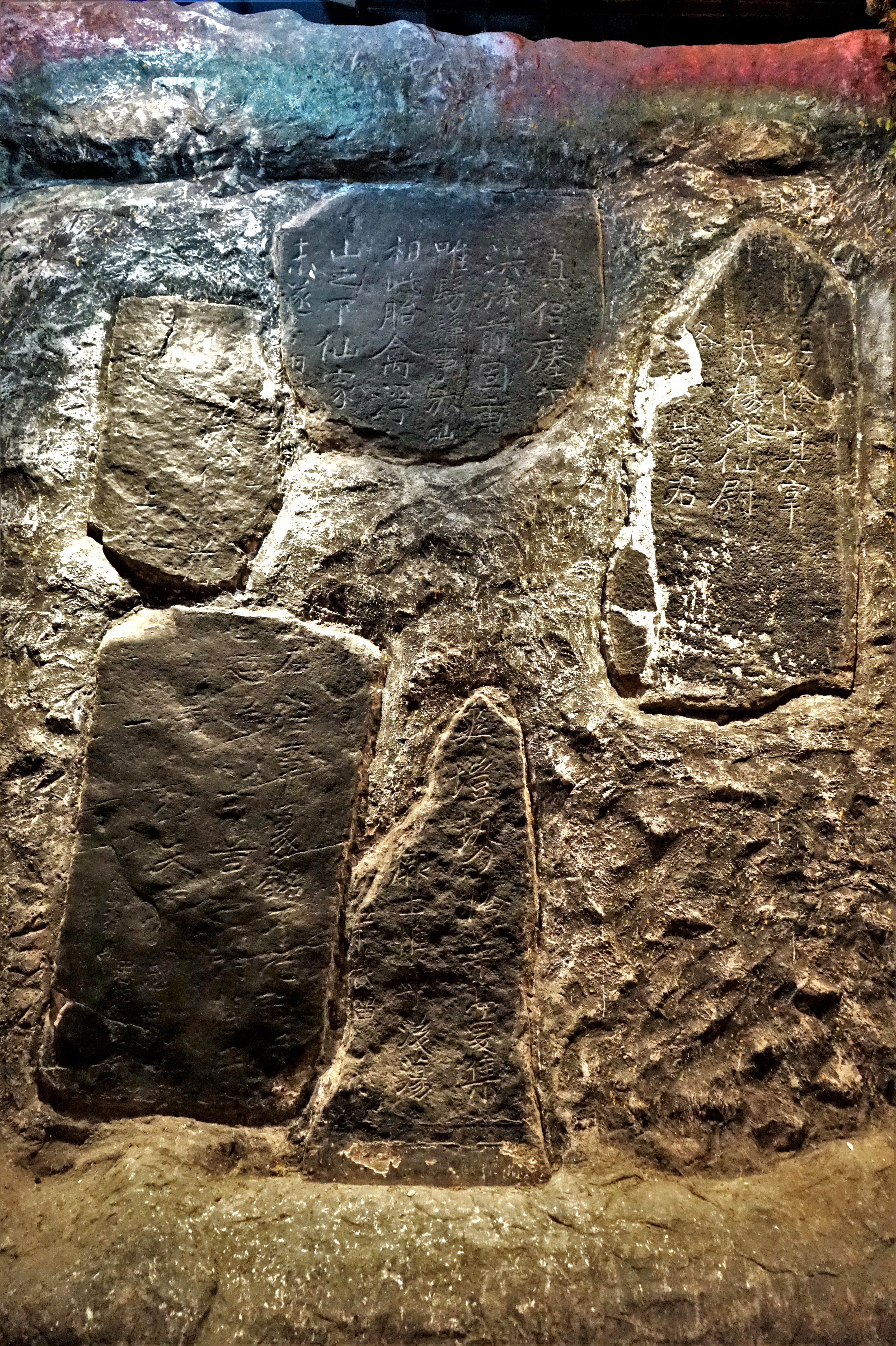
瘞鶴銘

瘞鶴銘（えいかくめい）とは、中国の六朝時代に刻まれた碑文である。「瘞鶴」は「鶴を埋める」という意味である。
この碑には5寸大の楷書が刻されている。石の形状や傾きに従って文字が変化しているにもかかわらず、その結構は自然・偉麗であり、書の神品との評価が高い。この書体から啓発を受けた書家も多く、とりわけ黄庭堅は大きな影響を受け独自の書法を生み出した。

## 概要
本来は現在の江蘇省鎮江市京口区にある焦山の西麓、長江畔の岸壁に刻された摩崖の作であった。しかし、宋代の頃に落雷に遭い、川に崩落。淳熙年間に一旦水面に引き上げられたが、その後また落水。清代の康熙52年(1713年)になってようやく陳鵬年が人を集めて引き上げ、焦山にある定慧寺に安置した。このとき既に5つの塊に砕けていたためつなぎ合わせて補修しており、現在88字が残されている。
瘞鶴銘の拓本は宋の陳思『宝刻叢編』・宋の趙明誠『金石録』・明の都穆『金薤琳琅』等の著作に収録されている。水中にあるとき、苦労して水を堰き止めて仰向けになって拓本を採ったが、これを特に「水前本」と称してもっとも貴ばれた。のちの時代になると拓本が採られすぎて碑文の字跡が摩滅してしまったからである。北京故宮博物院には、宋代に採られた拓本「仰石本」が収蔵されており30字程度確認できる。これには王文治の題跋が書され、23もの所蔵印が捺されている。
この碑文には年月が記されておらず、「華陽真逸書」の五文字が署されているがそれが誰であるのかわからずにいた。北宋の蘇軾や黄庭堅は王羲之のものとし、欧陽脩は顧況であるといい、他にも王瓚や顔真卿という説があった。北宋の黄伯思の『東観餘論』や南宋の李石の『続博物誌』では陶弘景の書いたものとしているが、明の都穆や清の顧炎武などがこの説を支持したため、以降定説となった。華陽真逸とは陶弘景の号である。
この他、中国南部の優れた碑文に雲南の爨宝子碑・爨龍顔碑などが挙げられる。